# Maria Paula (apresentadora)
Maria Paula Fidalgo (Brasília, 29 de novembro de 1970), é uma apresentadora, psicóloga e atriz brasileira. É embaixadora da Rede Brasileira de Bancos de Leite Humano. Desde 2005, escreve uma coluna sobre saúde psicológica no Correio Braziliense.

## Carreira

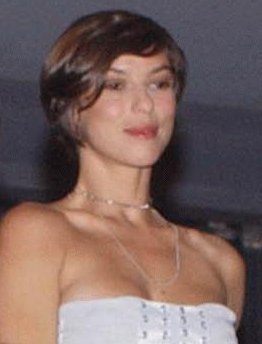
Fidalgo em 2003

Em 1990, aos dezenove anos, passou no teste para VJ da MTV Brasil no programa Dance MTV. Em 1993, foi contratada pela Rede Globo para apresentar o game show Radical Chic, que durou apenas um ano. Em 1994, retornou à MTV Brasil durante alguns meses no revezamento de apresentadoras do MTV al Dente. No mesmo ano, foi recontratada pela Rede Globo para o humorístico Casseta & Planeta, Urgente!. Ao contrário das antecessoras Doris Giesse e Kátia Maranhão, que apenas apresentavam os quadros, Maria Paula também atuou nas esquetes e paródias. Sua colaboração com o Casseta & Planeta continuou até dezembro de 2010, quando foi anunciado o fim do programa. Em 2011, foi uma das protagonistas do filme De Pernas pro Ar, no papel de Marcela, ao lado de Ingrid Guimarães.
Em 2012, Maria Paula interpretou Bárbara na vigésima temporada de Malhação, uma mãe moderna que vive intensamente a vida graças ao ex-marido que não paga a pensão do filho e sempre esquece de visitá-lo. No mesmo ano, estrelou o filme De Pernas pro Ar 2. Em fevereiro de 2016, Maria Paula começou a trabalhar para a Rede Bandeirantes, onde passou a ser uma das repórteres de A Liga. Em 2018, Maria Paula aparece de novo no papel de Marcela em De Pernas pro Ar 3, cuja produção foi adiada várias vezes desde que originalmente anunciada em junho de 2012 e confirmada em janeiro de 2013.

## Vida pessoal
Maria Paula Fidalgo é a caçula de uma família de quatro irmãos. O seu pai, Wilson Fidalgo, é fazendeiro e trabalha no ramo da hotelaria, e a sua mãe, Gilka, é artista plástica.
Entre 1988 e 1990 Maria Paula namorou o jornalista e apresentador Augusto Xavier.

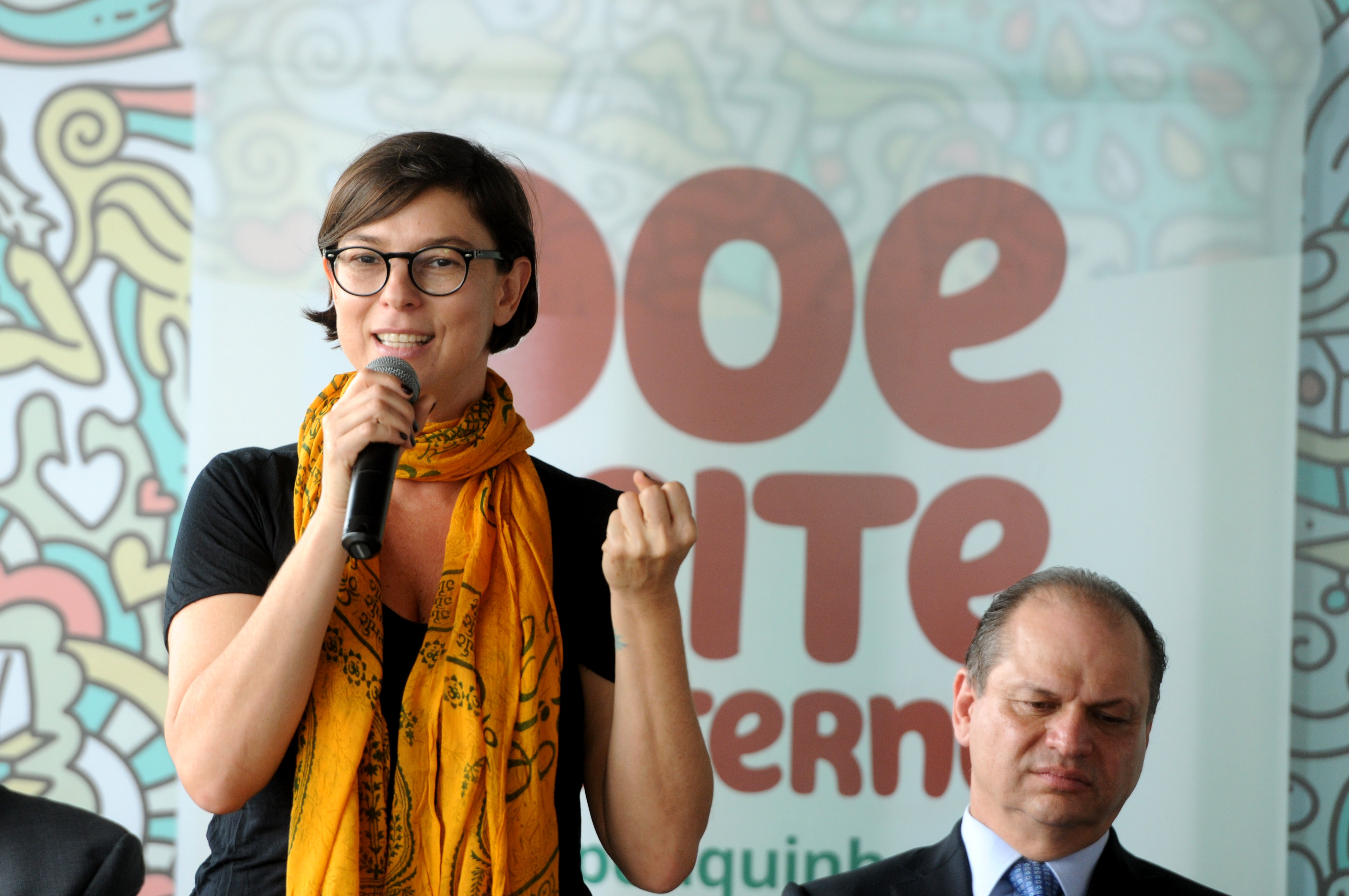
Lançamento da Campanha de doação de leite humano no Distrito Federal (2017)

Em 1999, começou a namorar o ator Rodrigo Hilbert, com o qual foi morar junto naquele ano. Em janeiro de 2000 eles anunciaram que esperavam um filho, porém em março a atriz acabou perdendo o bebê aos quatro meses durante complicações gestacionais. O casal terminou em novembro de 2001.
Em 2002, começou a namorar o músico João Suplicy, com quem foi casada entre 2003 e 2010. Os dois tiveram dois filhos: Maria Luísa, nascida em 2004, e Felipe, nascido em 2008.
Em 2014, começou a namorar o empresário Victor Valansi Garcez. Em fevereiro de 2019, passa a namorar o mestre de kung fu Leo Imamura.
Maria Paula é formada em Psicologia desde 1992, pela Universidade Paulista. Durante alguns anos manteve uma clínica de atendimento em São Paulo e depois no Rio de Janeiro. Em 2016, se mudou para sua cidade natal, Brasília, com o marido e os filhos, ao ser aprovada na seleção do curso de Mestrado, na área de Psicologia Social, na Universidade de Brasília, onde retomou sua carreira de psicóloga. Em março de 2018, se tornou Mestre em Processos de Desenvolvimento Humano e Saúde com a dissertação intitulada "Brasília, capital da paz? A cidade como contexto de desenvolvimento humano em cultura de paz". Em 2015, como conselheira e fundadora da ONG Movimento Gota d'Água, representou a classe artística na Câmara dos Deputados com a finalidade de impedir a aprovação da PEC 215.

## Filmografia

### Televisão
| Ano     | Título                        | Personagem / Cargo                 | Notas                          |
| ------- | ----------------------------- | ---------------------------------- | ------------------------------ |
| 1990–92 | Dance MTV                     | Apresentadora                      |                                |
| 1993    | Radical Chic                  | Apresentadora                      |                                |
| 1994    | MTV al Dente                  | Apresentadora                      |                                |
| 1994–10 | Casseta e Planeta Urgente!    | Apresentadora / Vários personagens |                                |
| 1995    | Você Decide                   | Gabriela                           | Episódio: "O Grande Homem"     |
| 2001    | Os Normais                    | Gisele                             | Episódio: "De Volta ao Normal" |
| 2003    | Fantástico                    | Repórter                           | Quadro: Cartão de Visitas      |
| 2011    | Insensato Coração             | Ela mesma                          | Episódio: "13 de abril"        |
| 2012–13 | Malhação: Intensa como a Vida | Bárbara Rios                       | Temporada 20                   |
| 2013    | My MTV                        | Apresentadora                      |                                |
| 2014    | Saúde por Aí                  | Apresentadora                      |                                |
| 2015–16 | A Liga                        | Repórter                           |                                |
| 2019    | Dancing Brasil                | Participante                       | Temporada 5                    |

### Cinema
| Ano  | Título                                      | Personagem          |
| ---- | ------------------------------------------- | ------------------- |
| 2003 | Casseta & Planeta: A Taça do Mundo É Nossa  | Lucy Ellen Imbiriçu |
| 2006 | Casseta & Planeta: Seus Problemas Acabaram! | Priscila / Xuxa     |
| 2010 | De Pernas pro Ar                            | Marcela             |
| 2010 | VIPs: Histórias Reais de um Mentiroso       | Ela mesma           |
| 2012 | De Pernas pro Ar 2                          | Marcela             |
| 2015 | Doidas e Santas                             | Beatriz Lira        |
| 2019 | De Pernas pro Ar 3                          | Marcela             |

## Teatro
| Ano     | Título                           | Personagem         |
| ------- | -------------------------------- | ------------------ |
| 1998–00 | Omelete                          |                    |
| 2003–04 | Complicações                     |                    |
| 2007    | As Desgraças de uma Criança      | Madalena           |
| 2008    | Todo Mundo Tem Problemas Sexuais |                    |
| 2009    | Decamerão: A Comédia do Sexo     | Sofrônia           |
| 2015    | Os Monólogos da Vagina           | Vários personagens |